# SERPINB9
SERPINB9 (англ. Serpin family B member 9) – білок, який кодується однойменним геном, розташованим у людей на короткому плечі 6-ї хромосоми. Довжина поліпептидного ланцюга білка становить 376 амінокислот, а молекулярна маса — 42 404.
| 10         |  | 20         |  | 30         |  | 40         |  | 50         |
| ---------- |  | ---------- |  | ---------- |  | ---------- |  | ---------- |
| METLSNASGT |  | FAIRLLKILC |  | QDNPSHNVFC |  | SPVSISSALA |  | MVLLGAKGNT |
| ATQMAQALSL |  | NTEEDIHRAF |  | QSLLTEVNKA |  | GTQYLLRTAN |  | RLFGEKTCQF |
| LSTFKESCLQ |  | FYHAELKELS |  | FIRAAEESRK |  | HINTWVSKKT |  | EGKIEELLPG |
| SSIDAETRLV |  | LVNAIYFKGK |  | WNEPFDETYT |  | REMPFKINQE |  | EQRPVQMMYQ |
| EATFKLAHVG |  | EVRAQLLELP |  | YARKELSLLV |  | LLPDDGVELS |  | TVEKSLTFEK |
| LTAWTKPDCM |  | KSTEVEVLLP |  | KFKLQEDYDM |  | ESVLRHLGIV |  | DAFQQGKADL |
| SAMSAERDLC |  | LSKFVHKSFV |  | EVNEEGTEAA |  | AASSCFVVAE |  | CCMESGPRFC |
| ADHPFLFFIR |  | HNRANSILFC |  | GRFSSP     |  |            |  |            |

A: Аланін

C: Цистеїн

D: Аспарагінова кислота

E: Глутамінова кислота

F: Фенілаланін

G: Гліцин

H: Гістидин

I: Ізолейцин

K: Лізин

L: Лейцин

M: Метіонін

N: Аспарагін

P: Пролін

Q: Глутамін

R: Аргінін

S: Серин

T: Треонін

V: Валін

W: Триптофан

Кодований геном білок за функціями належить до інгібіторів протеаз, інгібіторів серинових протеаз. 
Задіяний у такому біологічному процесі, як ацетилювання. 
Локалізований у цитоплазмі.